# Населення Сент-Люсії
Населення Сент-Люсії. Чисельність населення країни 2015 року становила 163,9 тис. осіб (187-ме місце у світі). Чисельність остров'ян стабільно збільшується, народжуваність 2015 року становила 13,7 ‰ (143-тє місце у світі), смертність — 7,42 ‰ (115-те місце у світі), природний приріст — 0,34 % (170-те місце у світі) . 

## Природний рух

### Відтворення
Народжуваність на Сент-Люсії, станом на 2015 рік, дорівнює 13,7 ‰ (143-тє місце у світі). Коефіцієнт потенційної народжуваності 2015 року становив 1,76 дитини на одну жінку (162-ге місце у світі).
Смертність на Сент-Люсії 2015 року становила 7,42 ‰ (115-те місце у світі).
Природний приріст населення у країні 2015 року становив 0,34 % (170-те місце у світі).

### Вікова структура

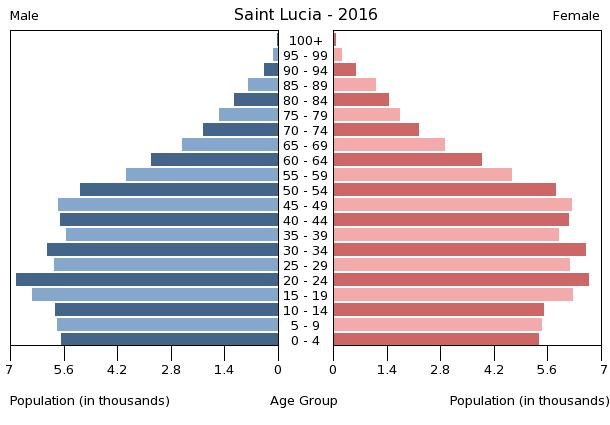
Віково-статева піраміда населення Сент-Люсії, 2016 рік

Середній вік населення Сент-Люсії становить 34,2 року (87-ме місце у світі): для чоловіків — 33, для жінок — 35,3 року. Очікувана середня тривалість життя 2015 року становила 77,6 року (68-ме місце у світі), для чоловіків — 74,87 року, для жінок — 80,47 року.
Вікова структура населення Сент-Люсії, станом на 2015 рік, мала такий вигляд:
- діти віком до 14 років — 20,75 % (17 508 чоловіків, 16 503 жінки);
- молодь віком 15—24 роки — 16,3 % (13 541 чоловік, 13 177 жінок);
- дорослі віком 25—54 роки — 42,93 % (33 812 чоловіків, 36 565 жінок);
- особи передпохилого віку (55—64 роки) — 9,18 % (6964 чоловіки, 8084 жінки);
- особи похилого віку (65 років і старіші) — 10,84 % (8036 чоловіків, 9731 жінка)[1].

### Шлюбність— розлучуваність
Коефіцієнт шлюбності, тобто кількість шлюбів на 1 тис. осіб за календарний рік, дорівнює 2,8; коефіцієнт розлучуваності — 0,7; індекс розлучуваності, тобто відношення шлюбів до розлучень за календарний рік — 25 (дані за 2004 рік).

## Розселення
Густота населення країни 2015 року становила 303,3 особи/км² (50-те місце у світі). Населення концентрується уздовж морського узбережжя острова, найбільше на півночі (столиця Кастрі).

### Урбанізація
Сент-Люсія низькоурбанізована країна. Рівень урбанізованості становить 18,5 % населення країни (станом на 2015 рік), темпи зростання частки міського населення — 0,89 % (оцінка тренду за 2010—2015 роки).
Головні міста держави: Кастрі (столиця) — 22,0 тис. осіб (дані за 2014 рік).

### Міграції
Річний рівень еміграції 2015 року становив 2,93 ‰ (180-те місце у світі). Цей показник не враховує різниці між законними і незаконними мігрантами, між біженцями, трудовими мігрантами та іншими.

## Расово-етнічний склад
| Етнічний склад (2012 рік) | Етнічний склад (2012 рік) | Етнічний склад (2012 рік) | Етнічний склад (2012 рік) | Етнічний склад (2012 рік) |
| ------------------------- | ------------------------- | ------------------------- | ------------------------- | ------------------------- |
| Етнос:                    |                           |                           | Відсоток:                 |                           |
| африканці                 | африканці                 |                           | 85.3%                     | 85.3%                     |
| мішаного походження       | мішаного походження       |                           | 10.9%                     | 10.9%                     |
| індійці                   | індійці                   |                           | 2.2%                      | 2.2%                      |
| інші                      | інші                      |                           | 1.7%                      | 1.7%                      |

Головні етноси країни: африканці — 85,3 %, мішаного походження — 10,9 %, індійці — 2,2 %, інші — 1,7 % населення (оціночні дані за 2010 рік).

## Мови
| Мови Сент-Люсії (2015 рік) | Мови Сент-Люсії (2015 рік) | Мови Сент-Люсії (2015 рік) | Мови Сент-Люсії (2015 рік) | Мови Сент-Люсії (2015 рік) |
| -------------------------- | -------------------------- | -------------------------- | -------------------------- | -------------------------- |
| Мова:                      |                            |                            | Відсоток:                  |                            |
| англійська                 | англійська                 |                            | %                          | %                          |
| французька                 | французька                 |                            | %                          | %                          |
| ямайське патуа             | ямайське патуа             |                            | %                          | %                          |

Офіційна мова: англійська. На острові поширена у вжитку також французька (ямайське патуа).

## Релігії
| Релігії на Сент-Люсії (2009 рік) | Релігії на Сент-Люсії (2009 рік) | Релігії на Сент-Люсії (2009 рік) | Релігії на Сент-Люсії (2009 рік) | Релігії на Сент-Люсії (2009 рік) |
| -------------------------------- | -------------------------------- | -------------------------------- | -------------------------------- | -------------------------------- |
| Віросповідання:                  |                                  |                                  | Відсоток:                        |                                  |
| католики                         | католики                         |                                  | 61.5%                            | 61.5%                            |
| протестанти                      | протестанти                      |                                  | 25.5%                            | 25.5%                            |
| свідки Єгови                     | свідки Єгови                     |                                  | 1.1%                             | 1.1%                             |
| растамани                        | растамани                        |                                  | 1.9%                             | 1.9%                             |
| інші                             | інші                             |                                  | 0.4%                             | 0.4%                             |
| атеїсти                          | атеїсти                          |                                  | 5.9%                             | 5.9%                             |
| агностики                        | агностики                        |                                  | 1.4%                             | 1.4%                             |

Головні релігії й вірування, які сповідує, і конфесії та церковні організації, до яких відносить себе населення країни: римо-католицтво — 61,5 %, протестантизм — 25,5 % (адвентизм — 10,4 %, п'ятидесятництво — 8,9 %, баптизм — 2,2 %, англіканство — 1,6 %, Церква Бога — 1,5 %, інші течії протестантизму — 0,9 %), євангелізм — 2,3 %, свідки Єгови — 1,1 %, растафаріанство — 1,9 %, інші — 0,4 %, не сповідують жодної — 5,9 %, не визначились — 1,4 % (станом на 2010 рік).

## Освіта
Рівень письменності 2015 року становив 99 % дорослого населення (віком від 15 років): 99 % — серед чоловіків, 99 % — серед жінок.
Державні витрати на освіту становлять 4,8 % ВВП країни, станом на 2014 рік (107-ме місце у світі). Середня тривалість освіти становить 13 років, для хлопців — до 12 років, для дівчат — до 13 років (станом на 2012 рік).

## Охорона здоров'я
Забезпеченість лікарями в країні на рівні 0,11 лікаря на 1000 мешканців (станом на 2009 рік). Забезпеченість лікарняними ліжками в стаціонарах — 1,6 ліжка на 1000 мешканців (станом на 2011 рік). Загальні витрати на охорону здоров'я 2014 року склали 6,7 % від ВВП країни (51-ше місце у світі).
Смертність немовлят до 1 року, станом на 2015 рік, становила 11,45 ‰ (126-те місце у світі); хлопчиків — 10,9 ‰, дівчаток — 12,02 ‰. Рівень материнської смертності 2015 року становив 48 випадків на 100 тис. народжень (117-те місце у світі).
Сент-Люсія входить до складу ряду міжнародних організацій: Міжнародного руху (ICRM) і Міжнародної федерації товариств Червоного Хреста і Червоного Півмісяця (IFRCS), Дитячого фонду ООН (UNISEF), Всесвітньої організації охорони здоров'я (WHO).

### Захворювання
Станом на серпень 2016 року в країні були зареєстровані випадки зараження вірусом Зіка через укуси комарів Aedes, переливання крові, статевим шляхом, під час вагітності.
Кількість хворих на СНІД невідома, дані про відсоток інфікованого населення в репродуктивному віці 15—49 років відсутні. Дані про кількість смертей від цієї хвороби за 2014 рік відсутні.
Частка дорослого населення з високим індексом маси тіла 2014 року становила 27 % (87-ме місце у світі); частка дітей віком до 5 років зі зниженою масою тіла становила 2,8 % (оцінка на 2012 рік). Ця статистика показує як власне стан харчування, так і наявну/гіпотетичну поширеність різних захворювань.

### Санітарія
Доступ до облаштованих джерел питної води 2015 року мало 99,5 % населення в містах і 95,6 % у сільській місцевості; загалом 96,3 % населення країни. Відсоток забезпеченості населення доступом до облаштованого водовідведення (каналізація, септик): у містах — 84,7 %, у сільській місцевості — 91,9 %, загалом по країні — 90,5 % (станом на 2015 рік). Споживання прісної води, станом на 2005 рік, дорівнює 0,02 км³ на рік, або 98,22 тонни на одного мешканця на рік.

## Соціально-економічне становище
Співвідношення осіб, що в економічному плані залежать від інших, до осіб працездатного віку (15—64 роки) загалом становить 47,3 % (станом на 2015 рік): частка дітей — 34,1 %; частка осіб похилого віку — 13,3 %, або 7,5 потенційно працездатного на 1 пенсіонера. Загалом ці показники характеризують рівень затребуваності державної допомоги в секторах освіти, охорони здоров'я і пенсійного забезпечення, відповідно. Дані про відсоток населення країни, що перебуває за межею бідності, відсутні. Дані про розподіл доходів домогосподарств у країні відсутні.
Станом на 2012 рік, у країні 16,4 тис. осіб не має доступу до електромереж; 91 % населення має доступ, у містах цей показник дорівнює 100 %, у сільській місцевості — 80 %. Рівень проникнення інтернет-технологій середній. Станом на липень 2015 року в країні налічувалось 86 тис. унікальних інтернет-користувачів (166-те місце у світі), що становило 52,4 % загальної кількості населення країни.

### Трудові ресурси
Загальні трудові ресурси 2012 року становили 79,7 тис. осіб (184-те місце у світі). Зайнятість економічно активного населення у господарстві країни розподіляється таким чином: аграрне, лісове і рибне господарства — 21,7 %; промисловість і будівництво — 24,7 %; сфера послуг — 53,6 % (станом на 2002 рік). Безробіття 2003 року дорівнювало 20 % працездатного населення (169-те місце у світі); серед молоді у віці 15—24 років ця частка становила 27,5 %, серед юнаків — 21,5 %, серед дівчат — 35,2 % (12-те місце у світі).

## Кримінал

### Наркотики

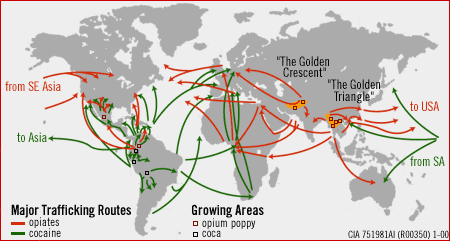
Світові маршрути наркотрафіку

Транзитна країна для наркотрафіку південноамериканських наркотиків до США і Європи.

### Торгівля людьми
Згідно зі щорічною доповіддю про торгівлю людьми (англ. Trafficking in Persons Report) Управління з моніторингу та боротьби з торгівлею людьми Державного департаменту США, уряд Сент-Люсії докладає значних зусиль у боротьбі з явищем примусової праці, сексуальної експлуатації, незаконною торгівлею внутрішніми органами, але не в повній мірі, країна перебуває у списку спостереження другого рівня.

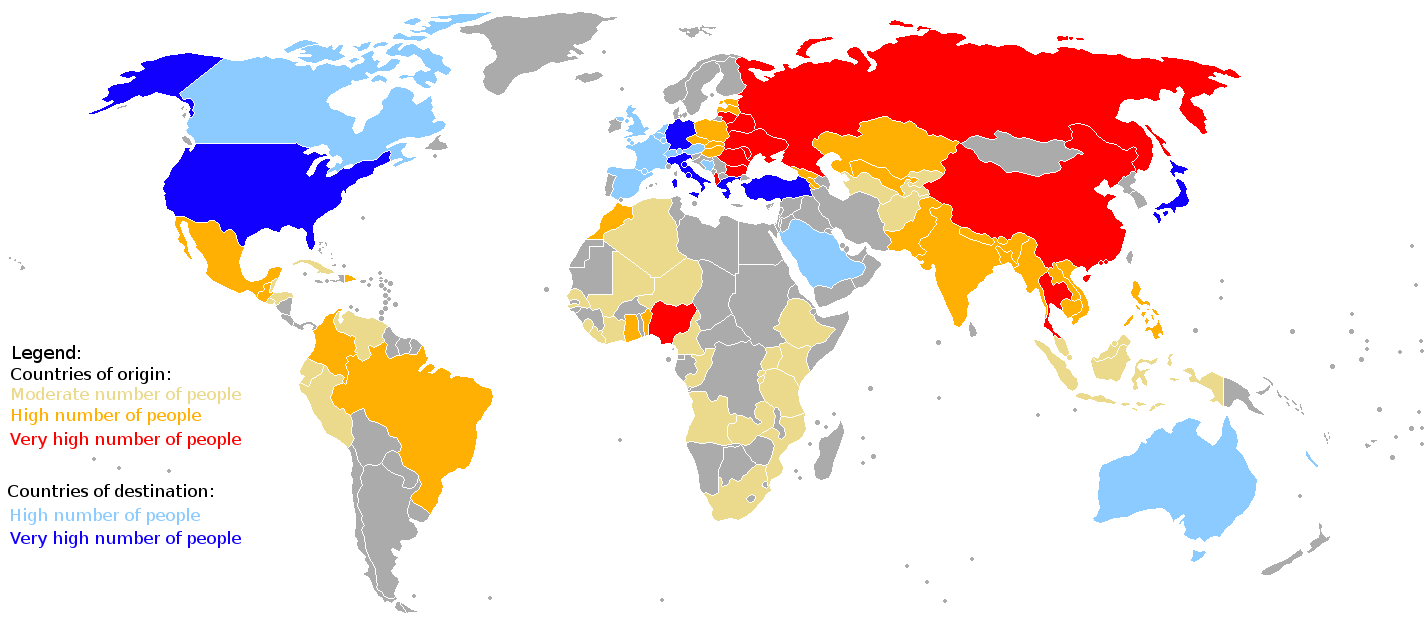
Країни-донори (червоний) і країни-реципієнти кримінальних потоків  (англ.)
Глобальна боротьба з торгівлею людьми (англ.)

## Гендерний стан
Статеве співвідношення (оцінка 2015 року):
- при народженні — 1,06 особи чоловічої статі на 1 особу жіночої;
- у віці до 14 років — 1,06 особи чоловічої статі на 1 особу жіночої;
- у віці 15—24 років — 1,03 особи чоловічої статі на 1 особу жіночої;
- у віці 25—54 років — 0,93 особи чоловічої статі на 1 особу жіночої;
- у віці 55—64 років — 0,86 особи чоловічої статі на 1 особу жіночої;
- у віці за 64 роки — 0,83 особи чоловічої статі на 1 особу жіночої;
- загалом — 0,95 особи чоловічої статі на 1 особу жіночої[1].

## Демографічні дослідження
Демографічні дослідження в країні ведуться рядом державних і наукових установ:

### Українською
- Атлас. 10—11 клас. Економічна і соціальна географія світу / упорядники :  О. Я. Скуратович, Н. І. Чанцева. — К. : ДНВП «Картографія», 2010. — ISBN 978-966-475-639-3.
- Атлас світу / голов. ред. І. С. Руденко ; зав. ред. В. В. Радченко ; відп. ред. О. В. Вакуленко. — К. : ДНВП «Картографія», 2005. — 336 с. — ISBN 9666315467.
- Безуглий В. В. Економічна і соціальна географія зарубіжних країн : Навчальний посібник. — К. : ВЦ «Академія», 2007. — 704 с. — ISBN 978-966-580-239-6.
- Безуглий В. В., Козинець С. В. Регіональна економічна і соціальна географія світу : Навчальний посібник. — видання 2-ге, доп., перероб. — К. : ВЦ «Академія», 2007. — 688 с. — ISBN 966-580-144-9.
- Головченко В. І., Кравчук О. Країнознавство: Азія, Африка, Латинська Америка, Австралія і Океанія. — К., 2006. — 335 с. — ISBN 966-8939-04-2.
- Гудзеляк І. І. Географія населення: Навчальний посібник / І. Гудзеляк. — Л. : Видавничий центр ЛНУ імені Івана Франка, 2008. — 232 с. — ISBN 978-966-613-599-8.
- Дахно І. І. Країни світу: Енциклопедичний довідник / І. І. Дахно, С. М. Тимофієв. — К. : Мапа, 2011. — 606 с. — (Бібліотека нового українця) — ISBN 978-966-8804-23-6.
- Дахно І. І. Економічна географія зарубіжних країн : навчальний посібник. — К. : Центр учбової літератури, 2014. — 319 с. — ISBN 978-611-01-0682-5.
- Джаман В. О. Регіональні системи розселення: демографічні аспекти. — Чернівці : Рута, 2003. — 392 с. — ISBN 9665685988.
- Дорошенко Л. С. Демографія: Навчальний посібник. — К. : МАУП, 2005. — 112 с. — ISBN 966-608-442-2.
- Дубович І. А. Країнознавчий словник-довідник. — 5-те вид., перероб. і доп. — К. : Знання, 2008. — 839 с. — ISBN 978-966-346-330-8.
- Економічна і соціальна географія країн світу. Навчальний посібник / За ред. Кузика С. П. — Л. : Світ, 2002. — 672 с. — ISBN 966-603-178-7.
- Загальна медична географія світу / В. О. Шевченко [та ін.] — К. : [б.в.], 1998. — 178 с.
- Книш М. М., Мамчур О. І. Регіональна економічна і соціальна географія світу (Латинська Америка та Карибські країни, Африка, Азія, Океанія) : навч. посіб. — Л. : ЛНУ ім. Івана Франка, 2013. — 368 с. — ISBN 978-617-10-0007-0.
- Крисаченко В. С. Динаміка населення: Популяційні, етнічні та глобальні виміри. — К. : Видавництво Національного інституту стратегічних досліджень, 2005. — 368 с. — ISBN 966-554-083-1.
- Кузик С. П., Книш М. М. Економічна і соціальна географія країн Америки : навч. посіб. — Л. : ЛНУ ім. Івана Франка, 1999. — 299 с. — ISBN 966-613-026-2.
- Любіцева О. О., Мезенцев К. В., Павлов С. В. Географія релігій. — К. : АртЕК, 1999. — 504 с. — ISBN 966-505-006-0.
- Масляк П. О. Країнознавство. — К. : Знання, 2007. — 292 с. — (Вища освіта XXI століття)
- Масляк П. О., Дахно І. І. Економічна і соціальна географія світу / П. О. Масляк, І. І. Дахно ; за ред. П. О. Масляка. — К. : Вежа, 2003. — 280 с. — ISBN 966-7091-53-8.

### Російською
- (рос.) Сент-Люсия // Демографический энциклопедический словарь / главн. ред. Валентей Д. И. — М. : Советская энциклопедия, 1985. — 608 с.
- (рос.) Сент-Люсия // Латинская Америка. Энциклопедический справочник [в 2-х тт.] / Главный редактор В. В. Вольский. — М. : Советская энциклопедия, 1982. — Т. 2. К-Я. — 656 с.
- (рос.) Сент-Люсия // Страны и народы. Америка. Общий обзор Латинской Америки. Средняя Америка / Редкол. : отв. ред. В. В. Вольский, Я. Г. Машбиц и др. — М. : «Мысль», 1981. — 333 с. — (Страны и народы) — 180 тис. прим.
- (рос.) Атлас народов мира / Отв. ред. С. И. Брук и В. С. Апенченко. — М. : ГУГК ГГК СССР и Институт этнографии им. Н. Н. Миклухо-Маклая АН СССР, 1964. — 185 с. — 20 тис. прим.
- (рос.) Численность и расселение народов мира. Этнографические очерки / под ред. С. И. Брука. — М. : Издательство АН СССР, 1962. — 487 с.
- (рос.) Лаппо Г. М. География городов: Учебное пособие для географических факультетов вузов. — М. : Туманит, изд. центр ВЛАДОС, 1997. — 476 с. — ISBN 5-691-00047-0.
- (рос.) Ягельский А. География населения. — М. : Прогресс, 1980. — 383 с.